# Cephalotes fossithorax
Cephalotes fossithorax är en myrart som först beskrevs av Santschi 1921.  Cephalotes fossithorax ingår i släktet Cephalotes och familjen myror. Inga underarter finns listade.